# بريسيلا بريسلي
بريسيلا بريسلي (بالإنجليزية: Priscilla Presley)‏ وتعرف أيضا باسم «بريسيلا بوليو» واسمها الكامل «(بريسيلا آن فاغنر)»، ولدت في 24 مايو 1945 في بروكلين، نيويورك هي ممثلة وعارضة أزياء وكاتبة وسيدة أعمال أمريكية كانت الزوجة السابقة والوحيدة للمغني إلفيس بريسلي، ووالدة ليزا ماري بريسلي وشريكة مؤسسة لمؤسسات إلفيس بريسلي (EPE) التي حولت غريسلاند إلى واحدة من أفضل مناطق الجذب السياحي في الولايات المتحدة.
في مسيرتها التمثيلية، شاركت بريسلي مع الممثل الساخر ليسلي نيلسن في ثلاثية الأفلام الناجحة السلاح العاري، كما لعبت دور «جينا وايد» في المسلسل التلفزيوني الطويل دالاس.

## فيلموغرافيا
| السنة       | العمل                                | الدور               | ملاحظات                                                                         |
| ----------- | ------------------------------------ | ------------------- | ------------------------------------------------------------------------------- |
| 1983        | الحب هو للأبد                        | ساندي ريدفورد       | فيلم تلفزيوني                                                                   |
| 1983        | كبش الفداء                           | سابرينا كولدويل     | الحلقة: "Manhunter"                                                             |
| 1983 – 1988 | دالاس                                | جينا وايد           | 143 حلقة جائزة أوبرا دايجست للأفضل ممثلة تيلينوفيلا صاعدة (1984)                |
| 1988        | السلاح العاري: من ملفات فرقة الشرطة! | جين سبنسر           |                                                                                 |
| 1990        | مغامرات فورد فيرلاين                 | كولين ساتون         |                                                                                 |
| 1991        | السلاح العاري 2½: رائحة الخوف        | جين سبنسر           | ترشيح — جائزة إم تي في لأفضل قبلة                                               |
| 1993        | حكايات من القبو                      | جينا                | حلقة: "Oil's Well That Ends Well"                                               |
| 1994        | السلاح العاري 33⅓: الإهانة الأخيرة   | جين سبنسر           |                                                                                 |
| 1996        | ملروس بليس                           | الممرضة بنسون       | 3 حلقات: "مغامرة بطرس الممتازة" "المعدن الكامل بيتسي" "أيها الأخوات المشي"      |
| 1997        | ممسوس بملاك                          | الدكتورة ميج ساولتر | الحلقة: "مختبر الحب"                                                            |
| 1998        | إفطار مع أينشتاين                    | Keelin              | فيلم تلفزيوني                                                                   |
| 1999        | سبين سيتي                            | العمة ماري باتيرنو  | حلقتين: "حفلة ديك روك كلارك روكين" '99" و "العودة إلى المستقبل 4: يوم القيامة". |
| 1999        | النجمة هايلي فاغنر                   | سو فاغنر            | فيلم تلفزيوني                                                                   |
| 2017        | فاميلي غاي                           | جين سبنسر           | أرشيف لقطات                                                                     |

## روابط خارجية
- بريسيلا بريسلي على موقع IMDb (الإنجليزية)
- بريسيلا بريسلي على موقع ميتاكريتيك (الإنجليزية)
- بريسيلا بريسلي على موقع روتن توميتوز (الإنجليزية)
- بريسيلا بريسلي على موقع مونزينجر (الألمانية)
- بريسيلا بريسلي على موقع ألو سيني (الفرنسية)
- بريسيلا بريسلي على موقع ميوزك برينز (الإنجليزية)
- بريسيلا بريسلي على موقع تيرنر كلاسيك موفيز (الإنجليزية)
- بريسيلا بريسلي على موقع أول موفي (الإنجليزية)
- بريسيلا بريسلي على موقع قاعدة بيانات الأفلام السويدية (السويدية)
- بريسيلا بريسلي على موقع إن إن دي بي (الإنجليزية)